# یواس‌آرسی دکستر (۱۸۳۰)
یواس‌آرسی دکستر (۱۸۳۰) (به انگلیسی: USRC Dexter (1830)) یک کشتی بود که طول آن ۷۳٫۴ فوت (۲۲٫۴ متر) بود.